# Kadoszkino
Kadoszkino (ros. Кадошкино) – osiedle typu miejskiego w środkowej Rosji, na terenie wchodzącej w skład tego kraju Republiki Mordowii we wschodniej Europie.
Miejscowość liczy 4812 mieszkańców (1 stycznia 2005 r.).